# Krasnohirka, Mașivka
Krasnohirka (în ucraineană Красногірка) este un sat în comuna Andriivka din raionul Mașivka, regiunea Poltava, Ucraina.

## Demografie
Componența lingvistică a localității Krasnohirka
     Ucraineană (94,57%)
     Rusă (5,43%)
Conform recensământului din 2001, majoritatea populației localității Krasnohirka era vorbitoare de ucraineană (94,57%), existând în minoritate și vorbitori de rusă (5,43%).